# Campanula alliariifolia
Campanula alliariifolia is een overblijvend kruid uit de klokjesfamilie (Campanulaceae), dat van nature voorkomt in Oost-Europa en West-Azië.

## Botanische beschrijving
De groenblijvende plant wordt 0,5-0,7 m hoog.
De tweeslachtige bloemen bloeien van juli tot november. Zelfbestuiving is mogelijk. Normaal vindt bestuiving plaats door bijen, kevers, vliegen en vlinders.
In West-Europa is de soort op een aantal plaatsen verwilderd.

## Tuin
De plant houdt van luchtige, redelijk arme grond met een goede waterafvoer, in de zon of halfschaduw.
Het zaad moet door een vorstperiode heen gaan om te ontkiemen, waarna de ontkieming plaatsvindt wanneer het twee tot vier weken lang 18 °C is. Voor de ontkieming is extra warmte nodig. 
De soort is bestand tegen temperaturen tot -15 °C. Na een koele overwintering kan de plant in het tweede jaar buiten uitgeplant worden.
Voor in de tuin wordt de cultivar Campanula alliariifolia 'Ivory Bellflower' gebruikt.

## Gebruik
Zowel de kroonbladen als de gewone bladeren kunnen gegeten worden, zowel gekookt als rauw in salades.
... · 
C. alliariifolia · 
C. alpestris (Allioni's klokje) · 
C. alpina · 
C. americana · 
C. arvatica · 
C. barbata · 
C. baumgartenii · 
C. carpatica (Karpatenklokje) · 
C. cervicaria (Ruw klokje) · 
C. cespitosa · 
C. cochleariifolia · 
C. exigua · 
C. garganica · 
C. glomerata (Kluwenklokje) · 
C. grossekii · 
C. lasiocarpa · 
C. latifolia (Breed klokje) · 
C. medium (Mariëtteklokje) · 
C. patula (Weideklokje) · 
C. persicifolia (Prachtklokje) · 
C. portenschlagiana (Dalmatiëklokje) · 
C. poscharskyana (Kruipklokje) · 
C. pulla · 
C. punctata · 
C. pyramidalis (Piramideklokje) · 
C. rapunculoides (Akkerklokje) · 
C. rapunculus (Rapunzelklokje) · 
C. rhomboidalis (Bergklokje) · 
C. rotundifolia (Grasklokje) · 
C. sarmatica · 
C. scheuchzeri · 
C. sibirica · 
C. spicata · 
C. takesimana · 
C. thyrsoides · 
C. trachelium (Ruig klokje) · 
C. zoysii · 
...